# 茜草灣 (大嶼山)
茜草灣又稱西草灣，是香港的一個海灣，位於新界大嶼山深屈的西北。
茜草灣以茜草為名。「茜」的正確粵語讀音是「善」。但因大部份人都將其讀作「西」，所以茜草灣也寫成西草灣。
茜草灣為明朝嘉靖二年（1523年）茜草灣之役的主要戰場。